# Бохашвили, Евгений Александрович
Евге́ний Алекса́ндрович Бохашви́ли (укр. Євген Олександрович Бохашвілі; 5 января 1993, Днепропетровск, Украина) — украинский футболист, нападающий клуба «Сриуиджая».

## Биография
Евгений родился в городе Днепропетровске, там же и начал заниматься футболом. В 17 лет подписал контракт с местным «Днепром», но пробиться в основу так и не удалось. В 2012 году был вынужден перейти в аренду в «Кривбасс». Бохашвили провел 2 матча за молодёжную команду криворожского клуба (1 забитый мяч) и дважды попадал в заявку «главного» «Кривбасса» на матчи чемпионата, но на поле так и не выходил. В июне 2013 года был арендован клубом «Карпаты».
23 июля 2014 года стало известно что Бохашвили покинул львовский клуб и вернулся в Днепропетровск. Но сразу же через день он был взят в аренду «Волынью». На сезон 2015/16 снова был отдан в аренду луцкому клубу, однако уже в конце октября 2015 контракт был разорван по инициативе главного тренера и президента «Волыни» Виталия Кварцяного.
В конце февраля 2016 года стал игроком клуба «Нефтяник-Укрнефть». 31 января 2017 года подписал полугодовой контракт с клубом «Рух» (Винники).
В 2018 году на правах свободного агента перешел в «Торпедо», затем — в ФК «Минск».
В марте 2019 года перешёл в индонезийский клуб элитного дивизиона ПСС «Слеман», в котором по итогам сезона вышел на лидирующие позиции, забив 16 мячей в Лиге 1.